# کالوزو
کالوزو (به ایتالیایی: Caluso) یک کومونه در ایتالیا است که در استان تورین واقع شده‌است.

## خصوصیات
کالوزو ۳۹٫۵ کیلومترمربع مساحت و ۷٬۳۸۷ نفر جمعیت دارد و ۳۰۳ متر بالاتر از سطح دریا واقع شده‌است.

## خواهرخوانده
شهر Brissac-Quincé خواهرخواندهٔ کالوزو هست.